# The Unicorns
The Unicorns var ett indiepop-band från Montréal, Kanada. 
Den 28 december 2004 skrev bandet på sin webbplats (som nu är nerlagd): "THE UNICORNS ARE DEAD, (R.I.P.)". Tidigt i februari efterföljande år skrev musiksajten Pitchfork Media att The Unicorns hade lagt musiken på hyllan.

## Diskografi

### Album
- Inches of Blood - Demo
- Unicorns Are People Too (2003) - limiterad till 500 kopior
- Who Will Cut Our Hair When We're Gone? 2003

### Singlar och EP
- The Unicorns: 2014 b/w Emasculate the Masculine (23 mars, 2004)
- The Unicorns 2014 (2004) - EP